# Howard A. Snyder
Howard Albert Snyder (República Dominicana, 9 de Fevereiro de 1940) é um teólogo, professor e pastor da Igreja Metodista Livre natural da República Dominicana.

## História
Howard Snyder nasceu em 9 de Fevereiro de 1940, na República Dominicana. É filho de Edmund e Clara (Zahniser) Snyder - missionários americanos da Igreja Metodista Livre. Formou-se na Greenville University, em Greenville (Illinois), Estados Unidos, em 1962, e no Seminário Teológico Asbury em Wilmore (Kentucky) em 1966, vindo a pastorear em Redford e em São Paulo, pela Igreja Metodista Livre. Em São Paulo também atuou como professor e deão da Faculdade de Teologia Metodista Livre. Howard ganhou o Ph.D. em Teologia Histórica na Universidade de Notre Dame em 1983, completando uma dissertação sobre movimentos de renovação da igreja.
Falou muitas vezes em congressos e conferências, como no Pacto de Lausana de 1974 em Lausana, Suíça, onde falou sobre Evangelização Mundial. Foi professor no Seminário Teológico Asbury (1996-2006). Ensinou também no Seminário Teológico Unido, Trotwood, no Seminário Teológico North Park, em Chicago e no Seminário Tyndale em Toronto, Canadá (2007-2002). É casado com Janice Lucas, desde 1962. Neste matrimônio teve quatro filhos. Atua como vice-presidente do Conselho de Curadores da Universidade Spring Arbor e como editor contribuinte do periódico Christianity Today.

Durante seu tempo de seminário e de pastoreio em Redford e no Brasil, Howard desenvolveu um profundo interesse pelo tema igreja e pelos movimentos de renovação. Entre vários temas que abordou, falou em suas obras sobre a vida comunitária da igreja e sobre pequenos grupos (também denominados células), entre outros conteúdos de Eclesiologia. Howard escreveu ou editou dezoito livros, alguns publicados no Brasil, em português, como: Vinho novo, odres novos (ABU Editora) e A Comunidade do Rei (ABU Editora). Outras obras incluem The Radical Wesley and Patterns for Church Renewal e Radical Renewal: The Problem of Wineskins Today.[carece de fontes?]